# Danh sách đĩa nhạc của High School Musical
Đây là danh sách các album và đĩa đơn đã phát hành bởi các diễn viên trong series phim Mỹ High School Musical, với các giọng ca chính là Zac Efron, Vanessa Hudgens, Ashley Tisdale, Corbin Bleu, Lucas Grabeel và Monique Coleman. Tất cả chúng đều được phát hành dưới hãng Walt Disney Records.

## Soundtrack
| Năm  | Album                                                                                                   | Vị trí xếp hạng | Vị trí xếp hạng | Vị trí xếp hạng | Vị trí xếp hạng | Doanh số/Chứng nhận                                                                                              |
| Năm  | Album                                                                                                   | Mỹ              | Canada          | Anh*            | Úc              | Doanh số/Chứng nhận                                                                                              |
| ---- | --- | --------------- | --------------- | --------------- | --------------- | --- |
| 2006 | High School Musical - Album soundtrack thứ nhất - Phát hành: 10 tháng 1 năm 2006 (Mỹ)                   | 1               | 1               | 1               | 1               | - RIAA: 4x Bạch kim - Doanh số Mỹ: 4.000.000+ - ABFD: 2x Bạch kim - Doanh số BR: 150.000+ - Thế giới: 7.000.000+ |
| 2007 | High School Musical 2 - Album soundtrack thứ hai - Phát hành: 14 tháng 8 năm 2007 (Mỹ)                  | 1               | 1               | 1               | 4               | - RIAA: 3x Bạch kim - Doanh số Mỹ: 3.100.000+ - ABFD: Bạch kim - Doanh số BR: 180.000+ - Worldwide: 6.200.000+   |
| 2008 | High School Musical 3: Senior Year - Album soundtrack thứ ba - Phát hành: 21 tháng 10 năm 2008 (Hoa Kỳ) | 2               | 2               | 1               | 4               | - RIAA: Bạch kim - Doanh số Mỹ: 1.300.000+ - ABFD: 2x Bạch kim - Doanh số BR: 165.000+ - Thế giới: 3.000.000+    |

* Các album soundtrack High School Musical đều được xếp hạng trên UK Compilation Albums Chart.

## Album trực tiếp
| Năm  | Album                                                                                             | Vị trí xếp hạng | Vị trí xếp hạng | Doanh số/Chứng nhận |
| Năm  | Album                                                                                             | Mỹ              | Canada          | Doanh số/Chứng nhận |
| ---- | ------------------------------------------------------------------------------------------------- | --------------- | --------------- | ------------------- |
| 2007 | High School Musical: The Concert - Album trực tiếp đầu tiên - Phát hành: 26 tháng 6 năm 2007 (Mỹ) | 28              | —               | - RIAA: Không       |

## Album Remix
| Năm  | Album | Xếp hạng | Xếp hạng      | Doanh số/Chứng nhận                               |
| Năm  | Album | Mỹ       | Electronic Mỹ | Doanh số/Chứng nhận                               |
| ---- | --- | -------- | ------------- | ------------------------------------------------- |
| 2007 | High School Musical Hits Remixed - Album remix đầu tiên - Phát hành: 11 tháng 12 năm 2007 (Mỹ)           | —        | —             | - RIAA: - Doanh số Mỹ: - Thế giới:                |
| 2007 | High School Musical 2: Non-Stop Dance Party - Album remix thứ hai - Phát hành: 26 tháng 12 năm 2007 (Mỹ) | 68       | 1             | - RIAA: TBA - Doanh số tại Mỹ: 25.000 - Thế giới: |

## DVD
| Năm  | DVD |
| ---- | --- |
| 2006 | High School Musical: Encore Edition - DVD đầu tiên - Phát hành: 23 tháng 5 năm 2006 (Mỹ)                         |
| 2006 | High School Musical: Remix Edition - DVD thứ hai - Phát hành: 5 tháng 12 năm 2006 (Mỹ)                           |
| 2007 | High School Musical: Extreme All-Access Pass - DVD thứ ba - Phát hành: 26 tháng 6 năm 2007 (Mỹ)                  |
| 2007 | High School Musical 2: Extended Edition - DVD thứ tư - Phát hành: 11 tháng 12 năm 2007 (Mỹ)                      |
| 2008 | High School Musical 2: Deluxe/Extended Dance Edition - DVD thứ năm - Phát hành: 15 tháng 12 năm 2008 (Mỹ)        |
| 2009 | High School Musical 3: Senior Year - DVD thứ sáu - Phát hành: 17 tháng 2 năm 2009 (Mỹ)                           |
| 2009 | High School Musical 3: Senior Year (Extended Edition) - DVD thứ bảy - Phát hành: 17 tháng 2 năm 2009 (Mỹ)        |
| 2009 | High School Musical 3: Senior Year (Deluxe Extended Edition) - DVD thứ tám - Phát hành: 17 tháng 2 năm 2009 (Mỹ) |

## Đĩa đơn
| Năm                                                                              | Tên                                    | Xếp hạng | Xếp hạng | Xếp hạng | Xếp hạng | Xếp hạng | Xếp hạng | Xếp hạng | Xếp hạng | Album                              |
| Năm                                                                              | Tên                                    | US Hot   | US Pop   | UK       | Chile    | Đức      | Ireland  | Canada   | Úc       | Album                              |
| -------------------------------------------------------------------------------- | -------------------------------------- | -------- | -------- | -------- | -------- | -------- | -------- | -------- | -------- | ---------------------------------- |
| 2006                                                                             | "Breaking Free"                        | 4        | 6        | 9        | 45       | 46       | —        | —        | 13       | High School Musical                |
| 2006                                                                             | "What I've Been Looking For"           | 35       | 34       | 155      | —        | —        | —        | —        | —        | High School Musical                |
| 2006                                                                             | "What I've Been Looking For (Reprise)" | 67       | 54       | —        | —        | —        | —        | —        | —        | High School Musical                |
| 2006                                                                             | "Bop to the Top"                       | 62       | 46       | 137      | —        | —        | —        | —        | —        | High School Musical                |
| 2006                                                                             | "Start of Something New"               | 28       | 30       | —        | —        | —        | —        | —        | —        | High School Musical                |
| 2006                                                                             | "Get'cha Head in the Game"             | 23       | 23       | —        | —        | —        | —        | —        | —        | High School Musical                |
| 2006                                                                             | "Stick to the Status Quo"              | 43       | 37       | 74       | —        | —        | —        | —        | —        | High School Musical                |
| 2006                                                                             | "We're All In This Together"           | 34       | 32       | 40       | —        | —        | —        | —        | 86       | High School Musical                |
| 2006                                                                             | "When There Was Me and You"            | —        | 72       | 56       | —        | —        | —        | —        | —        | High School Musical                |
| 2007                                                                             | "What Time Is It?"                     | 6        | 6        | 20       | 81       | —        | 9        | 5        | 20       | High School Musical 2              |
| 2007                                                                             | "You Are the Music in Me"              | 31       | 25       | 26       | —        | 75       | 12       | 8        | 86       | High School Musical 2              |
| 2007                                                                             | "I Don't Dance"                        | 70       | 50       | —        | —        | —        | —        | 81       | 93       | High School Musical 2              |
| 2007                                                                             | "Fabulous"                             | 76       | 51       | 64       | —        | —        | —        | 63       | 64       | High School Musical 2              |
| 2007                                                                             | "Work This Out"                        | 110      | 73       | —        | —        | —        | —        | —        | —        | High School Musical 2              |
| 2007                                                                             | "Gotta Go My Own Way"                  | 34       | 67       | 40       | 98       | 67       | —        | 67       | —        | High School Musical 2              |
| 2007                                                                             | "Bet on It"                            | 46       | 35       | —        | —        | —        | —        | 93       | —        | High School Musical 2              |
| 2007                                                                             | "Everyday"                             | 65       | 46       | 59       | —        | 67       | —        | —        | —        | High School Musical 2              |
| 2007                                                                             | "All for One"                          | 92       | 58       | 87       | —        | —        | —        | —        | —        | High School Musical 2              |
| 2008                                                                             | "Now or Never"                         | 68       | 41       | 41       | 61       | —        | 42       | 72       | 80       | High School Musical 3: Senior Year |
| 2008                                                                             | "I Want It All"                        | 113      | 91       | 87       | 103      | —        | 96       | 75       | 93       | High School Musical 3: Senior Year |
| 2008                                                                             | "A Night to Remember"                  | 108      | —        | —        | —        | —        | —        | —        | 96       | High School Musical 3: Senior Year |
| 2008                                                                             | "Right Here, Right Now"                | 119      | —        | —        | —        | —        | —        | —        | —        | High School Musical 3: Senior Year |
| 2008                                                                             | "Can I Have This Dance"                | 98       | —        | —        | —        | —        | —        | —        | 84       | High School Musical 3: Senior Year |
| 2008                                                                             | "The Boys Are Back"                    | 101      | —        | —        | —        | —        | —        | —        | 72       | High School Musical 3: Senior Year |
| "—" nghĩa là bài hát không lọt vào danh sách xếp hạng, hoặc không được phát hành |                                        |          |          |          |          |          |          |          |          |                                    |

## Bài hát không được phát hành
| Năm  | Bài hát       |
| ---- | ------------- |
| 2008 | "Last Chance" |

## Video âm nhạc
| High School Musical                    | High School Musical 2                         | High School Musical: Senior Year |
| -------------------------------------- | --------------------------------------------- | -------------------------------- |
| "Start of Something New"               | "What Time Is It?"                            | "Now or Never"                   |
| "Get'cha Head in the Game"             | "Fabulous"                                    | "I Want It All"                  |
| "What I've Been Looking For"           | "Work This Out"                               | "A Night to Remember"            |
| "What I've Been Looking For (Reprise)" | "You Are the Music in Me"                     | "Right Here, Right Now"          |
| "Stick to the Status Quo"              | "I Don't Dance"                               | "Can I Have This Dance"          |
| "When There Was Me and You"            | "You Are the Music in Me (Phiên bản Sharpay)" | "Just Wanna Be with You"         |
| "Bop to the Top"                       | "Gotta Go My Own Way"                         | "The Boys Are Back"              |
| "Breaking Free"                        | "Bet On It"                                   | "Scream"                         |
| "We're All In This Together"           | "Everyday"                                    | "Senior Year Spring Musical"     |
|                                        | "All for One"                                 | "High School Musical"            |

## Chuyến lưu diễn
| Năm       | Số ngày | Tên                              |
| --------- | ------- | -------------------------------- |
| 2006-2007 | 51      | High School Musical: The Concert |